# Liga Premier Russa de 2009
A Liga Premier Russa de 2009 - em russo Российская футбольная премьер-лига 2009 - é a 18ª temporada do Campeonato Russo de Futebol.  O campeão, o vice e o terceiro lugar se classificam para a Liga dos Campeões da UEFA de 2010-11. O quarto e o quinto colocados se classificam para a Liga Europa da UEFA de 2010-11. Dois clubes caem e dois são ascendidos. Os clubes FC Luch-Energiya Vladivostok e FC Shinnik Iaroslavl foram rebaixados na temporada passada.

## Participantes
| Equipe                   | Cidade           | Região            | No ano anterior                                                       | Estádio                     | Capacidade | Títulos                                           | Participações |
| ------------------------ | ---------------- | ----------------- | --------------------------------------------------------------------- | --------------------------- | ---------- | ------------------------------------------------- | ------------- |
| PFC CSKA Moscovo         | Khamovniki       | Moscovo           | Vice Campeão                                                          | Estádio Lujniki             | 81.000     | 3 (2003, 2005, 2006)                              | 18            |
| Spartak Moscovo          | Presnensky       | Moscovo           | Oitavo Lugar                                                          | Estádio Lujniki             | 81.000     | 9 (1992, 1993, 1994, 1996,1997, 1998, 1999, 2000) | 18            |
| Dínamo Moscovo           | Aeroport         | Moscovo           | Terceiro Lugar                                                        | Estádio Dínamo de Moscou    | 36.540     | 0 (não possui)                                    | 18            |
| Lokomotiv Moscovo        | Preobrazhenskoye | Moscovo           | Sétimo Lugar                                                          | Estádio Lokomotiv de Moscou | 30.000     | 2 (2002, 2004)                                    | 18            |
| FC Krilia Sovetov Samara | Samara           | Oblast de Samara  | Sexto Lugar                                                           | Estádio Metallurg           | 33.320     | 0 (não possui)                                    | 18            |
| FC Zenit São Petersburgo | Petrogrado       | São Petersburgo   | Quinto Lugar                                                          | Estádio Petrovsky           | 21.570     | 1 (2007)                                          | 15            |
| FC Saturn                | Ramensky         | Oblast de Moscovo | Décimo Primeiro Lugar                                                 | Estádio Saturn              | 16.8000    | 0 (não possui)                                    | 11            |
| FC Moscovo               | Danilovsky       | Moscovo           | Nono Lugar                                                            | Estádio Eduard Streltsov    | 14.274     | 0 (não possui)                                    | 9             |
| FC Rubin Kazan           | Cazã             | Tartaristão       | Campeão                                                               | Estádio Central de Cazã     | 28.500     | 1 (2008)                                          | 7             |
| FC Amkar Perm            | Perm             | Krai de Perm      | Quarto Lugar                                                          | Estádio Zvezda              | 19.500     | 0 (não possui)                                    | 6             |
| FC Tom Tomsk             | Tomsk            | Oblast de Tomsk   | Décimo Terceiro Lugar                                                 | Estádio Trud                | 15.000     | 0 (não possui)                                    | 5             |
| PFC Spartak Nalchik      | Nalchik          | Cabárdia-Balcária | Décimo Segundo Lugar                                                  | Estádio Spartak             | 14.400     | 0 (não possui)                                    | 4             |
| FC Khimki                | Khimki           | Oblast de Moscovo | Décimo Quarto Lugar                                                   | Arena Khimki                | 18.000     | 0 (não possui)                                    | 3             |
| FC Terek Grozny          | Grózni           | Chechênia         | Décimo Lugar                                                          | Estádio Sultan Bilimkhanov  | 10.500     | 0 (não possui)                                    | 3             |
| FC Rostov                | Rostov do Don    | Oblast de Rostov  | Campeão do Campeonato Russo de Futebol de 2008 - Segunda Divisão      | Estádio Rostselmash         | 15.840     | 0 (não possui)                                    | 16            |
| FC Kuban Krasnodar       | Krasnodar        | Krai de Krasnodar | Vice Campeão do Campeonato Russo de Futebol de 2008 - Segunda Divisão | Estádio Kuban               | 32.000     | 0 (não possui)                                    | 4             |

## Artilheiros
| Gols | Jogador             |
| ---- | ------------------- |
| 7    | Welliton            |
| 5    | Alex                |
| 5    | Alejandro Domínguez |
| 5    | Alexander Kerjakov  |
| 5    | Sergei Kornilenko   |

## Campeão
| Campeão Russo de 2009    |
| ------------------------ |
| FC Rubin Kazan 2° Título |